# شبنم بهشت
شبنم بهشت (زاده ۹ آذر ۱۳۷۷ در دهدشت) بازیکن فوتبال اهل ایران و باشگاه ملوان بندر انزلی و عضو تیم ملی فوتبال زنان ایران است.

## زندگی‌نامه
شبنم بهشت در ۹ آذر ۱۳۷۷ در شهر کهکیلویه ، استان کهگیلویه و بویراحمد متولد شد. بهشت ورزش را با فوتسال شروع کرد و بعدها با فوتبال ادامه داد. بهشت نخستین بار در خرداد ماه ۱۳۹۲، توسط مهناز امیر شقاقی به اردوی تیم ملی نوجوانان (زیر ۱۶ سال) دعوت شد. او تاکنون برای تیم‌های ملی نوجوانان، جوانان و بزرگسالان ایران بازی کرده و موفق به گلزنی شده است.

## بهترین بازیکن لیگ بانوان ۹۵–۹۴
در فصل ۹۵–۱۳۹۴ لیگ برتر فوتبال بانوان ایران شبنم بهشت با وجود این که مهاجم نوک است کمتر گل زد و بیشتر نقش بازی ساز و طراح را داشت. او در آن فصل ۱۳ گل زد و ۷ پاس گل داد و در قهرمانی تیم شهرداری سیرجان نقش مهمی ایفا کرد و به همین دلیل به عنوان بهترین بازیکن لیگ بانوان انتخاب شد.